# ARA San Luis (S-32)
El ARA San Luis (S-32) (SUSL) es un submarino de ataque diésel-eléctrico Tipo 209/1200 radiado del servicio por la Armada Argentina. Fue construido en el astillero Howaldtswerke-Deutsche-Werft AG de Alemania Occidental y ensamblado por el astillero argentino Tandanor en 1974. Es el séptimo buque y el único submarino en llevar el nombre de la provincia de San Luis.
Fue la segunda unidad Tipo 209 introducida al servicio en 1974, combatió en la Guerra de las Malvinas con 39 días de patrulla y 864 horas de inmersión. Fue irradiado en 1997. Actualmente se halla almacenado en las instalaciones del astillero Tandanor en Dársena Sur, Buenos Aires.
Es un submarino oceánico de propulsión diésel-eléctrico para ataque y destrucción de unidades de combate, de superficie, submarinos y tráfico de mercantes, mediante el uso de torpedos. Puede realizar además, importantes tareas accesorias como reconocimiento, minado y transporte de fuerzas de operaciones especiales. Uno de los requerimientos de la ARA al disponer de su contratación, era que los submarinos de esta clase debían tener la capacidad de operación en inmersión no inferior a los 50 días.

## Construcción
Por medio del contrato firmado el 30 de abril de 1969 y aprobado por decreto «S» N.º 3379 del 16 de junio de ese año, se convino la construcción de dos unidades submarinas de la clase alemana 209 con el astillero Howaldtswerke, Deustche Werft, Kiel, Alemania, los que deberían ser entregados, en parte, a partir de los 36 meses del contrato.
El S-32 llegó a Argentina en secciones y en el astillero Tandanor fue ensamblado y soldado. Fue botado el 3 de abril de 1973, siendo su madrina, la señora esposa del gobernador de la provincia de San Luis, provincia de la que el buque toma su nombre, de acuerdo a normas internas de la Armada Argentina a la que asigna a los submarinos nombre de provincias que comiencen con la letra ese.
Se incorporó al Comando de la Fuerza de Submarinos (COFS) el 24 de mayo de 1974 y se afirmó su Pabellón a su bordo el 23 de agosto de 1974. Su apostadero habitual fue la Base Naval Mar del Plata.

## Historial operativo
Desde que fue asignado al Fuerza de Submarinos, el SUSL participó de las distintas etapas de adiestramiento, llamadas Etapa de Mar con el resto de los buques de la Flota de Mar y los aviones y helicópteros de la Aviación Naval.
En 9 de octubre de 1975, el S-32, colmado de víveres y combustible, partió de la Base Naval Mar del Plata, a los efectos de cumplimentar una navegación de 50 días, en la que debía desarrollar distintas áreas de patrulla en el Atlántico Sur, que incluyó la zona de las Islas Malvinas. Las tareas asignadas incluían el relevamiento fotográfico de las costas malvinenses, realizar ejercitaciones simuladas por computadora sobre buques en navegación en la zona de tránsito y patrulla y otras comprobaciones para la verificación de las performances del nuevo submarino.
A fines de 1978, producto del desacuerdo sobre la soberanía en las tres Islas Picton, Lennox y Nueva en el Canal de Beagle, se tensan las relaciones entre Argentina y Chile. El 22 de diciembre de 1978 Argentina inicia la Operación Soberanía para ocupar militarmente las islas. La Armada Argentina cumpliendo órdenes del Poder Ejecutivo dispone el envío una importante flota hacia el sur.
El submarino ARA San Luis parte hacia la zona del conflicto, junto al resto de los buques del Fuerza de Submarinos, y se destaca en la zona de patrulla asignada. Cuando el enfrentamiento parecía inevitable, la intervención del papa Juan Pablo II evita el inicio de las hostilidades, por lo que el buque es replegado a su apostadero habitual, la Base Naval Mar del Plata.[cita requerida]

### Guerra de Malvinas
Hasta el día de inicio de la guerra de las Malvinas el 2 de abril de 1982, la tripulación y comandante del ARA San Luis eran ignorantes de la Operación Rosario. El buque estaba anclado en la Base Naval Mar del Plata. El 4 de abril el jefe de la Fuerza de Submarinos Eulogio Moya Latrubesse ordenó al comandante del S-32 alistar su buque lo más rápido posible para zarpar.
El comandante del San Luis era el capitán de fragata Fernando María Azcueta de 40 años de edad. Este oficial junto a otros colaboradores tuvo como tarea acondicionar su buque para una patrulla de guerra. El S-32 presentaba varios graves problemas. Primero, su casco, hélices y las tuberías de refrigeración de sus motores diésel estaban cubiertos de moluscos. Esto ocasionaba la parada de los motores al recalentarse por falta de caudal de agua suficiente para refrigerarlos. De los cuatro motores de la planta propulsora, solo tres funcionaban, lo cual significaba una extensión de los tiempos de carga de las baterías con el snorkel. Para empeorar la situación, la tripulación desconocía del informe de fines de 1981 sobre el comportamiento de los torpedos SST-4. Un alarmante porcentaje de lanzamientos fallaron por diversas razones y la Armada no había podido determinar sus causas.
Con los inconvenientes subsanados, el San Luis zarpó el 11 de abril armado de 10 torpedos antisuperficie SST-4 y 14 torpedos antisubmarinos MK-37 modelo 3. Este submarino argentino tenía instrucciones de evitar cualquier enfrentamiento con buques enemigos para no perjudicar las negociaciones diplomáticas en curso. El día 17 el S-32 arribó a la zona de nombre en código «Enriqueta», una circunferencia de 30 millas náuticas de diámetro localizada al norte de la Zona de Exclusión Marítima impuesta por el Reino Unido.
El 19 de abril se averió la computadora de control de tiro sin posibilidades de ser reparada con los recursos de a bordo. Como resultado, el San Luis solo podía abrir fuego sobre la base de cálculos mentales pudiendo disparar un solo torpedo en lugar de tres a la vez como permitía la computadora en servicio.
El 29 de abril el San Luis recibió la carta blanca para actuar. El día anterior había arribado al área «María», localizada en la costa norte de la isla Soledad. El 1 de mayo a la mañana, el S-32 detectó fragatas británicas Tipo 21 o Tipo 22 a partir de sonido de hélices y emisiones de sonar. El submarino avanzó en dirección a los buques enemigos y disparó un torpedo SST-4 cuyo cable se cortó fallando.
La tarde del 4 de mayo se produjo el ataque aéreo que destruyó el destructor HMS Sheffield a 100 millas al sur de Puerto Argentino. El ARA San Luis supo de la novedad al anochecer al tiempo que recibió la orden de dirigirse a la ubicación del Sheffield para atacar blancos «de oportunidad». Unas horas después la orden fue revocada por razones desconocidas por la tripulación.
Ante una detección de un contacto a muy corta distancia, el submarino disparó un torpedo MK-37, al atardecer del 8 de mayo. El proyectil explotó aunque los submarinistas no pudieron saber de los resultados.
El tercer y último ataque fue ejecutado el 11 de mayo en la boca norte del estrecho de San Carlos contra dos buques enemigos. El torpedo que disparó el S-32 sufrió una rotura del cable. El comandante ordenó disparar otro proyectil pero los buques ya se habían alejado a alta velocidad. Como consecuencia, el capitán Azcueta envió un mensaje al comandante de la Fuerza de Submarinos informando que sencillamente el sumergible no era confiable. Entonces, el mando naval argentino resolvió que el ARA San Luis regresara a la base.
El 19 de mayo el S-32 ingresó a la Base Naval Puerto Belgrano. Había realizado 39 días de patrulla con 864 horas de inmersión. Apenas horas después de amarrar el buque sufrió una última avería que lo dejó completamente fuera de servicio.
Estudios posteriores realizados por los fabricantes alemanes indicaron que los torpedos tenían invertida la polaridad en el cable de filoguiado. La incorrecta manipulación de las partes durante el mantenimiento de los torpedos llevó a su inutilidad.

### Posguerra
En 1989 el ARA San Luis entró en reparaciones de media vida en el Astillero Ministro Manuel Domecq García del puerto de Buenos Aires. El buque permaneció en el astillero hasta 1997 cuando el presidente Carlos Menem y el ministro de Defensa Jorge Domínguez declararon al S-32 en desuso. El ministro escribió en los considerandos de la norma que el buque podía ser vendido o convertido en museo.
Durante 1990 el buque permaneció 59 días en el mar, de las cuales 799 horas lo hizo en inmersión y navegó 6253 millas náuticas. Durante la misma realizó adiestramientos básico, participó en las pruebas de recepción de la corbeta ARA Parker , así como ejercicios antisubmarinos con unidades de la Flota de Mar.
El submarino ARA San Luis se halla almacenado en el astillero Tandanor de Dársena Sur en Buenos Aires.